# Вильгельм Младший (князь Брауншвейг-Люнебурга)
Вильгельм Младший Брауншвейг-Люнебургский (нем. Wilhelm der Jüngere zu Braunschweig-Lüneburg; 4 июля 1535 — 20 августа 1592) — герцог Брауншвейг-Люнебургский, князь Люнебурга с 1559 года. До 1569 года правил совместно с братом Генрихом.

## Биография
Вильгельм — сын герцога Эрнста Брауншвейг-Люнебургского и Софии Мекленбург-Шверинской, дочери герцога Генриха. Начиная с 1569 года Вильгельм Младший начал в княжестве реформы. Правосудие подверглось реорганизации, был учреждён придворный суд, оказывалась поддержка развитию торговли. Вильгельм подписал формулу согласия в 1577 году и книгу Согласия в 1580 году. С осени 1577 года герцог Вильгельм страдал от психического заболевания. Вильгельм поначалу поправился, но в 1582 году ремиссия закончилась. Герцогиня Доротея искала совета у родственников и врачей, но реально помочь никто не мог. Доротея потребовала изолировать герцога во имя безопасности его самого и семьи и из-за этого разругалась с высшими чиновниками. В конце концов вмешался император Рудольф II, имперская комиссия постановила поместить герцога Вильгельма под строгий арест. Счастливым образом психические проблемы у Вильгельма исчезли на много лет, но возобновились в 1587 году. Герцог Вильгельм больше не мог исполнять свои обязанности и был отправлен под домашний арест в Целле. Его сыновья ещё не достигли совершеннолетия, и княжеством управляло правительство под руководством Филиппа Грубенхагенского и супруги Вильгельма Доротеи. Вильгельм Младший был похоронен в княжеской усыпальнице в церкви Святой Марии в Целле. Сыновья Вильгельма постановили не проводить дальнейших разделов княжества, а править им из Целле. Жребий должен был установить, кто из братьев вступить в равнородный брак, чтобы его потомки наследовали княжеский престол. Выбор пал на Георга Брауншвейг-Каленбергского.

## Потомки
Вильгельм Младший женился 12 октября 1561 года на принцессе Доротее Датской (1546—1617), дочери короля Дании Кристиана III. В браке родились:
- София (1563—1639), замужем за маркграфом Георгом Фридрихом I Бранденбург-Ансбахским
- Эрнст (1564—1611)
- Елизавета (1565—1621), замужем за графом Фридрихом Гогенлоэ-Лангенбургским (1553—1590)
- Кристиан (1566—1633), епископ Минденский
- Август Старший (1568—1636), епископ Ратцебургский
- Доротея (1570—1649), замужем за пфальцграфом Карлом Пфальц-Цвейбрюккен-Биркенфельдским (1560—1600)
- Клара (1571—1658), замужем за графом Вильгельмом Шварцбург-Бланкенбургским
- Анна Урсула (1572—1601)
- Маргарита (1573—1643), замужем за герцогом Иоганном Казимиром Саксен-Кобургским
- Фридрих (1574—1648)
- Мария (1575—1610)
- Магнус (1577—1632)
- Георг Каленбергский (1582—1641), родоначальник существующей поныне династической линии
- Иоганн (1583—1628)
- Сибилла (1584—1652), замужем за князем Юлием Эрнстом Брауншвейг-Даннебергским (1571—1636)